# Южное Лагноозеро
Южное Лагноозеро — пресноводное озеро на территории Куземского сельского поселения Кемского района Республики Карелии.

## Общие сведения
Площадь озера — 1,1 км². Располагается на высоте 43,9 метров над уровнем моря.
Форма озера продолговатая: оно почти на три километра вытянуто с запада на восток. Берега каменисто-песчаные, местами заболоченные.
Из восточной оконечности озера вытекает безымянная протока, впадающая в озеро Собачье, через которое протекает река Воньга, впадающая, в свою очередь, в Белое море.
Населённые пункты и автодороги вблизи водоёма отсутствуют.
Код объекта в государственном водном реестре — 02020000711102000003658.